# Mainz-Weisenau
Weisenau ist ein Ortsbezirk der rheinland-pfälzischen Landeshauptstadt Mainz.
Er hat fast 16.000 Einwohner. Die Geschichte des 1930 eingemeindeten Stadtteils reicht bis in das 6. Jahrtausend v. Chr. zurück. Besonders in der Römerzeit war Weisenau ein wichtiger Militär- und Handwerksstandort vor den Toren des römischen Mogontiacums. In der Nachkriegszeit ab den 1950er Jahren siedelten sich verschiedene, heute nur noch in geringem Umfang dort vertretene Großunternehmen in Mainz-Weisenau an, unter anderem 1965 das US-amerikanische IT-Unternehmen IBM.

## Nachbarstadtteile und -gemeinden
Folgende Gemeinden bzw. Mainzer Stadtteile grenzen im Uhrzeigersinn an Weisenau:
im Norden zu einem kleinen Teil Mainz-Altstadt, im Osten über dem Rhein Ginsheim-Gustavsburg, im Süden Mainz-Laubenheim, im Südwesten Mainz-Hechtsheim und im Nordwesten Mainz-Oberstadt.

## Geschichte
In Mainz-Weisenau bestand ein römisches Militärlager mit Hilfstruppen (Auxiliarlager) für das Legionslager auf dem Kästrich (von lateinisch castrum = Lager) in Mainz. Das Militär in Mainz (Mogontiacum) wurde mit einer von Finthen kommenden Wasserleitung versorgt (→ Römersteine), während Weisenau das Wasser aus natürlichen Quellen und Bächen schöpfte. Kurzzeitig war das Weisenauer Lager auch mit mindestens einer Legion belegt. Das Auxiliarlager wurde Ende des 1. Jahrhunderts n. Chr. aufgegeben, zurück blieben die keltische Bevölkerung, die schon eine Siedlung vor der römischen Besetzung dort hatte, und römische Handwerker, besonders Töpfer, die dort mehrere Töpfereien in fast industriellem Maßstab betrieben. Nach dem Zusammenbruch des Limes wurde Mainz und damit auch Weisenau wieder Frontlinie. Mainz war und wurde befestigt, Weisenau war und blieb eine kleine romanisierte keltische Siedlung außerhalb von Mainz.
Viele Funde – besonders römische und keltische Gräber und Grabanlagen, Grabsteine mit Inschriften, römische Töpfereien, römische Münzen und Gefäße – zeigen, dass die romanisierte keltische Bevölkerung und römische Beamte, Landwirte in ihren villae rusticae und auch andere Zivilbevölkerung bis zum Ende der römischen Besetzung hier lebten. Ein Beispiel hierfür ist der Grabstein des Blussus und der Menimane, ein 1848 hier gefundener römischer Grabstein, der um das Jahr 50 gefertigt wurde. Dann scheint aber das unbefestigte Weisenau vor den Toren der Stadt Mainz wegen der vielen Raubüberfälle von der rechten Rheinseite aus aufgegeben worden zu sein, denn die Archäologen finden erst wieder Material aus der frühen Frankenzeit.
An der Stelle eines alten, römischen Heiligtums wurde dann um das Jahr 1000 das Stift Sankt Victor gegründet und dürfte Keimzelle für das wieder entstehende Dorf Weisenau gewesen sein.

### Ortsgründung
Weisenau wurde im 12. Jahrhundert als „Wizenowe“ urkundlich erwähnt. Die älteste Erwähnung stammt aus einer Rechtfertigungsurkunde des Mainzer Erzbischofs Konrad von Wittelsbach, die nur auf die Zeit zwischen 1186 und 1190 datiert werden kann (Lebensdaten der genannten Zeugen) und danach aus einer Urkunde Heinrichs VI., die 1192 unterzeichnet wurde: Dat Wizenowe iuxta Moguntia – gegeben zu Wizenowe bei Mainz. Der mittelalterliche Name Wizenowe lässt sich eher vom lateinischen vicus novus („neue Siedlung“) ableiten, als durch eine Interpretation des neuzeitlichen Namens Weisenau als „weiße/helle Aue“. Über verschiedene Namensformen (u. a. Wissenowe) ist dann der heutige Name entstanden.
Die ursprüngliche keltisch/römische Siedlung lag im und am Rande des Steinbruchs und zog sich bis zum heutigen Radweg hin. Die Töpfereien mit der angeschlossenen Siedlung des 3. und 4. Jahrhunderts lagen eher im Bereich der heutigen Göttelmannstraße/Am Viktorstift, also beide hoch auf der Ebene über dem Rhein. Die 1192 urkundlich erwähnte Siedlung lag allerdings direkt am Rhein – das wäre also ein dritter Standort. Dort wuchs langsam ein Dorf heran, dessen Einwohner entweder als Fischer, Schiffer, Lotsen, Ferger (= Fährschiffer) direkt von und mit dem Rhein lebten, oder als Bauern und Winzer das Land oberhalb des Dorfes anbauten.
Weisenau war in der Zeit der urkundlichen Ersterwähnung unter mindestens drei Herrschaften aufgeteilt: ein Teil, zusammen mit dem Victorstift, gehörte dem Mainzer Erzbischof, ein anderer Teil war „mundätisch“, d. h., er gehörte zum Mundat (= Immunitätsbezirk) des Victorstiftes selbst. Der dritte Teil war in ministerialem Besitz. Von Meingot, Stadtkämmerer von Mainz über seinen Bruder Dudo von Weisenau kam es in den Besitz derer von Bolanden und deren Familien. Aus der Zeit des Dudo stammt auch die Burg Weisenau, deren Standort befand sich wahrscheinlich im Bereich der heutigen Burgstraße in der Nähe der katholischen Kirche. Reste der Burg wurden bis heute nicht gefunden. Die heute unter dem Namen Burg Weisenau bekannten Gewölbekeller in der Mönchstraße 13 beherbergen einen Eventkeller, der den traditionsreichen Namen weiter nutzt; bei diesen Gewölbekellern handelt es sich um die Wein- und Eiskeller einer gleichnamigen Sektkellerei, die deutlich jüngeren Datums als das der Burg Weisenau sind.

### Weisenau seit dem 20. Jahrhundert

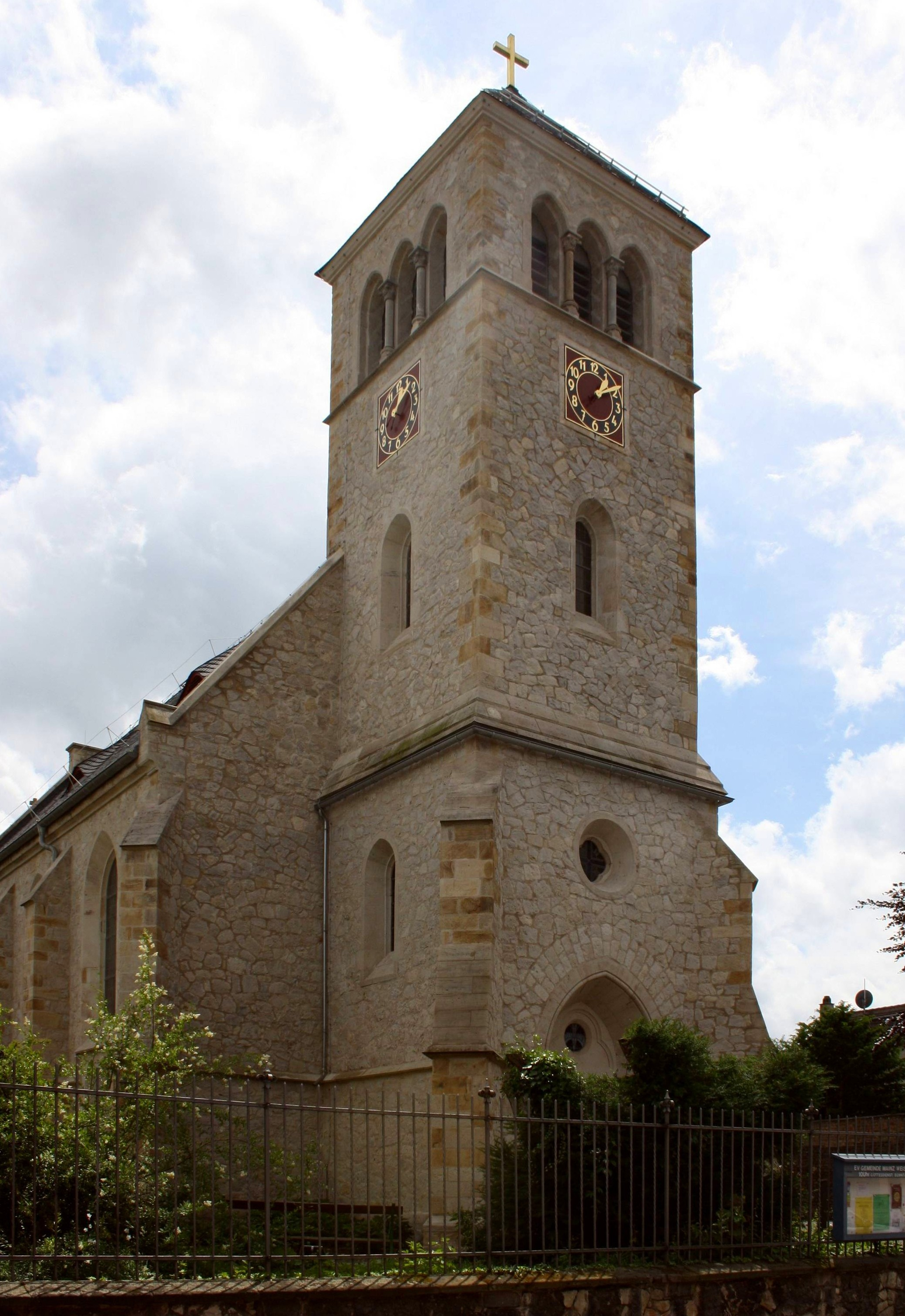
Evangelische Kirche

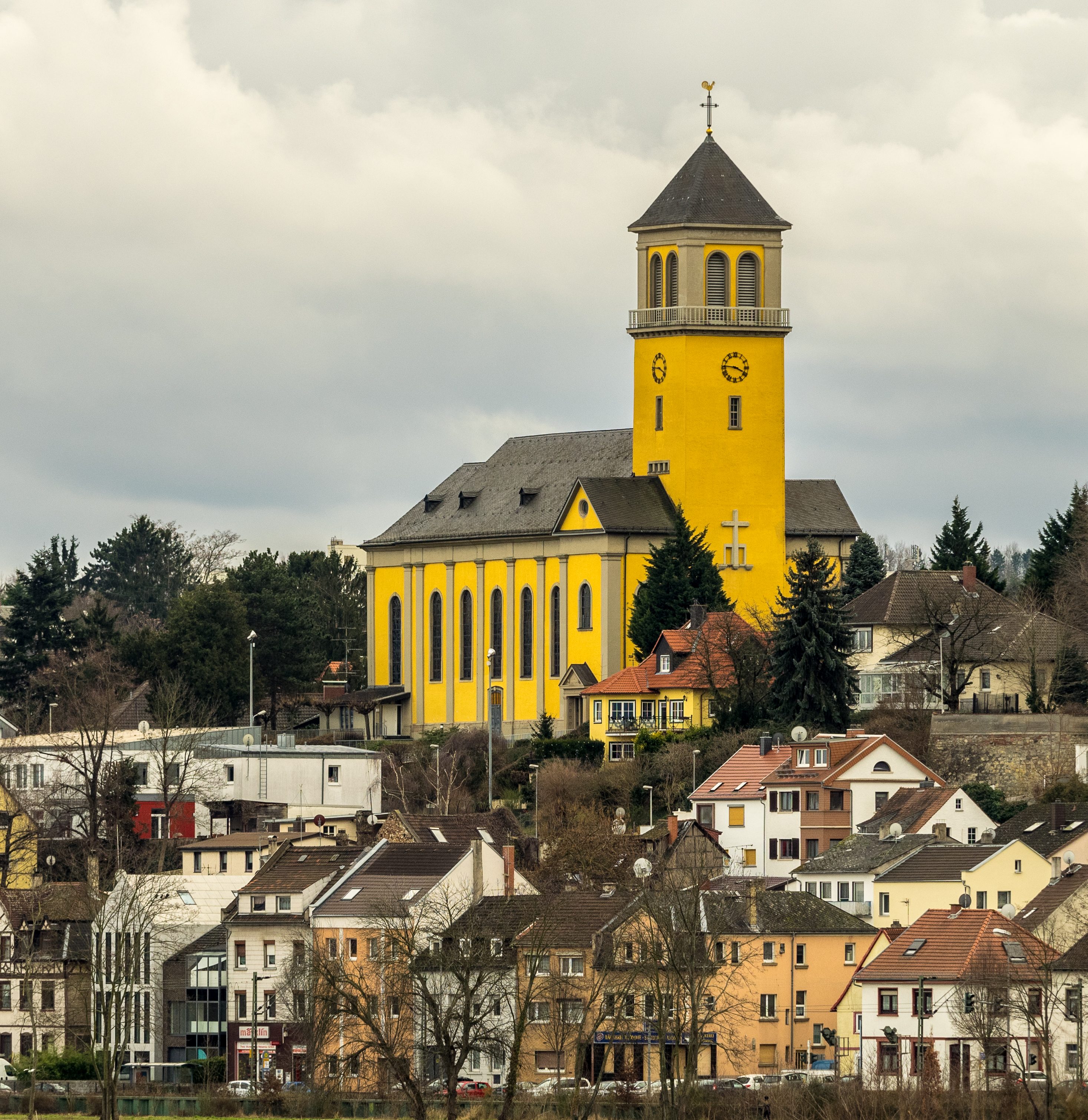
Katholische Kirche Mariä Himmelfahrt

Ende des 19. Jahrhunderts baute sich die evangelische Gemeinde ihre Kirche.
Die katholische Pfarrkirche Mariä Himmelfahrt wurde nach Plänen von Ludwig Becker mit neuklassizistischem Westbau samt Turm 1912–1913 ergänzt.
Am 1. Januar 1930 wurde Weisenau an Mainz angegliedert.
Weisenau wurde am 19. Oktober 1944 von amerikanischen sowie am 1. bzw. 27. Februar 1945 von englischen Bombern angegriffen (→ Luftangriffe auf Mainz). Es starben insgesamt 300–600 Menschen. Ziel in Weisenau waren die am südlichen Ortsrand gelegenen Stollenanlagen des MAN Werks Gustavsburg im Steinbruch des Zementwerks Weisenau, in denen Zwangsarbeiter Zulieferteile für die Marschflugkörper V1 und die Raketen V2 hergestellt werden sollten. Die Stollen verfügten vor dem absehbaren Ende des Krieges über eine Gesamtlänge von 1.200 Metern und konnten nie für den vorgesehenen Zweck ihrer Bestimmung übergeben werden.
Es wird davon ausgegangen, dass einer der verheerenden Bombenhagel auf Weisenau eigentlich dem zwei Kilometer östlich von Weisenau gelegenen rechtsrheinischen MAN Werk gegolten hat, aber wegen der schlechten Wetterverhältnisse ihr eigentliches Ziel verfehlten und die Bombenlast weitgehend über Weisenau niedergegangen ist. Weisenau war danach zu zehn bis zwanzig Prozent zerstört und viele Häuser stark beschädigt.
Nach dem Zweiten Weltkrieg wurde der Stadtteil wieder aufgebaut. 1965 gründete das US-amerikanische IT-Unternehmen IBM einen Standort in Mainz-Weisenau; dieser wurde 2016 aufgegeben, wodurch ca. 1.000 Arbeitsplätze wegfielen. Im Herbst 2017 begann die Stadt Mainz, auf dem ehemaligen IBM-Gelände ein neues Wohnquartier zu bauen. Im Sommer 2020 wurden die ersten Wohneinheiten bezugsfertig.
Kritisiert wurden von der Bevölkerung nach den 1970er-Jahren die Sprengungen im Zementwerk Weisenau. Ende der 1980er Jahre mussten sie eingestellt werden, da in der Umgebung Schäden auftraten. Der Abbau erfolgte nur noch durch riesige Maschinen. Inzwischen hat das Zementwerk den Abbau komplett eingestellt.
Da Weisenau in der Einflugschneise des Frankfurter Flughafens liegt, kämpfen die Einwohner seit dem Planfeststellungsverfahren 2002 auf Seiten von Mainz gegen den Flughafenausbau.
Am 26. November 2014 wurde bei Bauarbeiten im Bereich Fort Weisenau (Höhe Hausnummer 24) eine 1000-Pfund-Bombe aus dem Zweiten Weltkrieg gefunden. In der Folge wurde am Sonntag, den 30. November 2014 zur Entschärfung des Sprengkörpers die größte Evakuierungsaktion der Mainzer Nachkriegsgeschichte durchgeführt. Im Umkreis von einem Kilometer um den Fundort der Bombe wurden ca. 8000 Bewohner zum Verlassen ihrer Wohnungen aufgefordert. Betroffen waren u. a. auch das Favorite-Parkhotel, ein Altenheim am Volkspark sowie die Mainzer Jugendherberge.
In den 2010er Jahren wurde mit der Entwicklung des ehemaligen IBM-Geländes als Heiligkreuz-Viertel die größte Ortserweiterung in der Geschichte Weisenaus begonnen. Die Mainzer Stadtwerke als Erschließer und Entwickler versprechen 2.000 neue Wohnungen in einem attraktiven Oberstadt nahen Quartier. 2012 hatten die Stadtwerke etwa zwei Drittel des Geländes zwischen Hechtsheimer Straße und Heiligkreuzweg gekauft. Es stehen insgesamt 350.000 Quadratmeter Bau- und Erschließungsland-Fläche zur Verfügung. Anfang der 2020er Jahre wurden die ersten Wohnungen bezogen.

## Politik

### Ortsbeirat und Ortsvorsteher
Der 2024 gewählte Ortsbeirat vertritt die Belange des Ortsbezirks gegenüber der Stadt Mainz und besteht aus 13 Mitgliedern. Stärkste Fraktion ist die SPD mit vier Sitzen (Details siehe Infobox).
Ortsvorsteher und Vorsitzender des Ortsbeirats von Weisenau ist seit 2009 Ralf Kehrein (SPD), der bei den Kommunalwahlen am 9. Juni 2024 erneut für eine fünfjährige Amtszeit gewählt wurde.

### Landespolitik
Mainz-Weisenau gehörte bis zur Landtagswahl 2021 zum Wahlkreis Mainz I. Zur Landtagswahl am 14. März 2021 wurden die Mainzer Wahlkreise neu zugeschnitten. Weisenau gehört seitdem zum Wahlkreis Mainz II. Dessen Direktmandat wurde erneut von Doris Ahnen (SPD) gewonnen. Über die Landesliste zog zudem Fabian Ehmann (Grüne) in den Landtag ein.

### Wappen

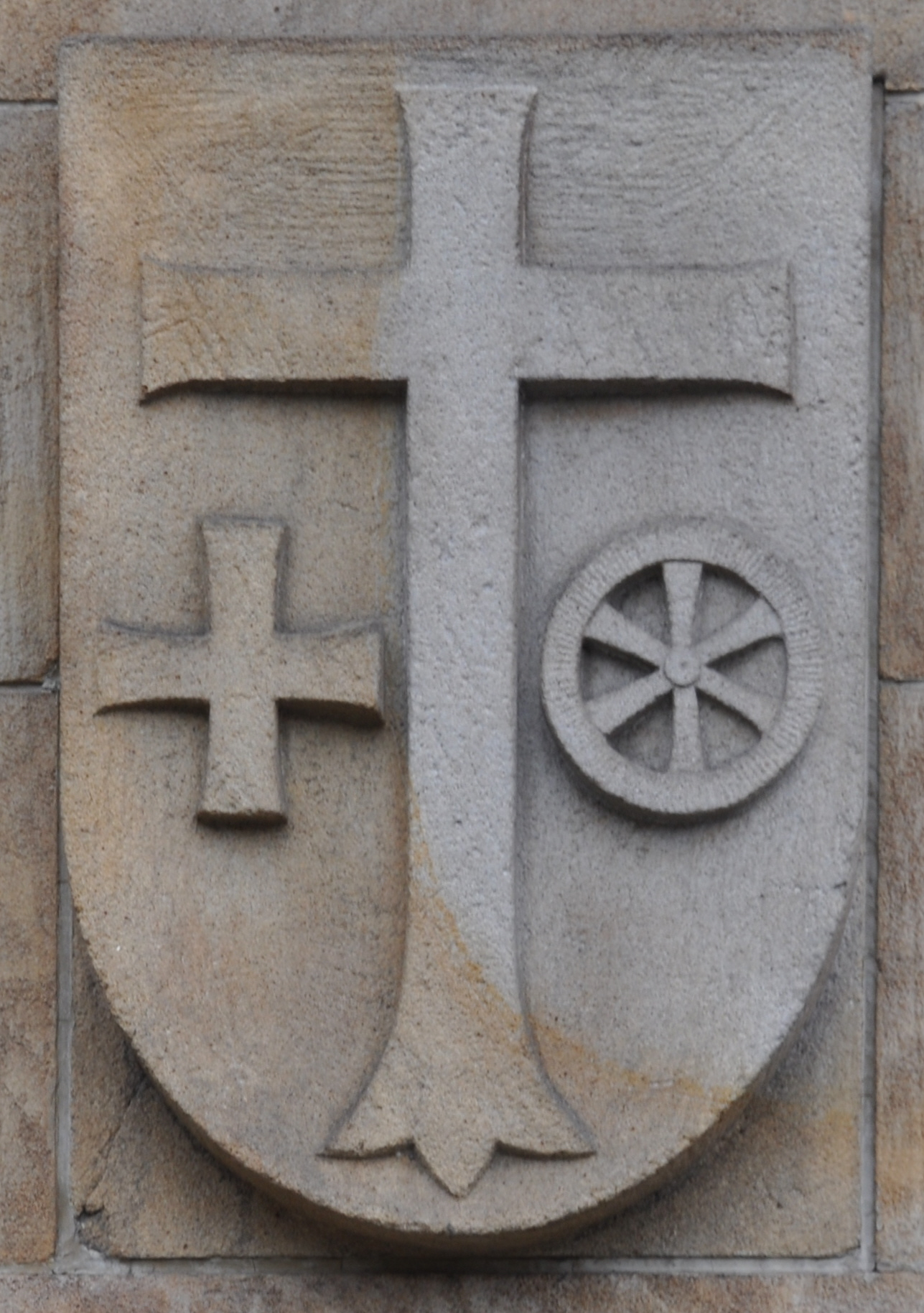
Relief des Wappens am Hauptgebäude der Sparkasse Mainz

Auf silbernen Feld ein blaues, unten dreispitziges Kreuz zwischen einem kleinen roten Kreuz auf der linken Seite und einem diesem Kreuz in der Größe entsprechenden roten Rad auf der rechten Seite.
Mit der Darstellung wird auf die damaligen Grundherren Bezug genommen. Das große blaue Kreuz in der Mitte steht als Symbol für das Weisenauer Kreuz (Bockenkreuz) im Bürgerfeld (Gemarkung der Stadt Mainz) und damit für den Gebietsanteil der Stadt, das kleine Kreuz für den Gebietsanteil des Stiftes St. Victor und das kleine rote Mainzer Rad für den Anteil des Erzstiftes.
Das Wappen taucht erstmals bei Gottfried Mascop 1577 ohne Beleg auf und wird seitdem verwendet. Frühere Amtssiegel zeigen den Evangelisten Markus mit dem Löwen.

## Religionen

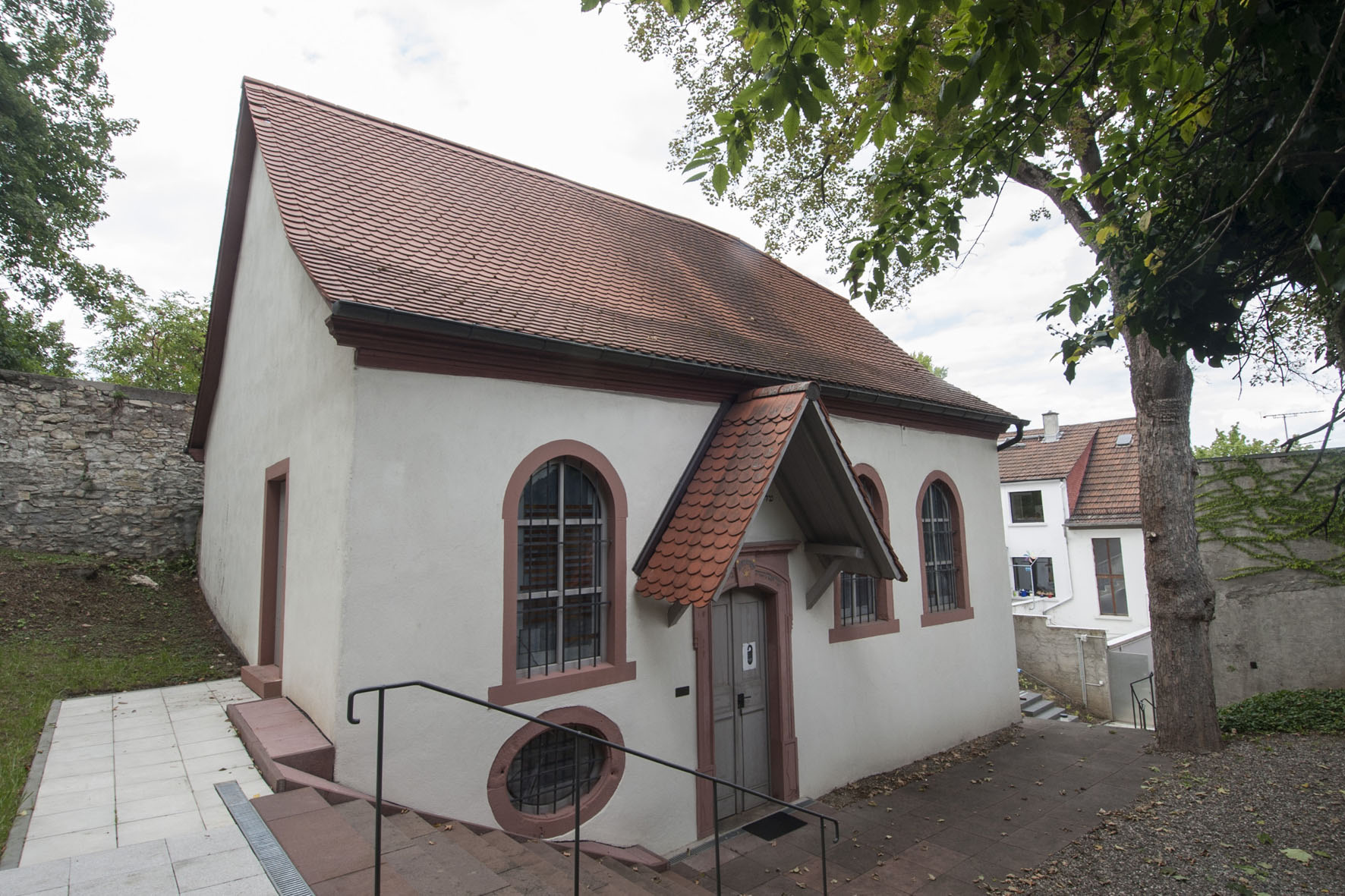
Synagoge Weisenau. Inschrift über dem Eingang: Der Ort, auf dem du stehst, ist heiliger Boden.

Zwischen Mainz und dem Dorf lagen Klöster und Stifte; in Richtung Hechtsheim lag das Stift „Sankt Maria in campis“ aufgrund seines Gnadenkreuzes auch „Heilig Kreuz“ genannt. Während der Reformation war der weltliche Teil Weisenaus entweder reformiert oder lutherisch. Die katholische Gemeinde bildet heute etwa knapp die Hälfte der Gesamtgemeinde.
Heute hat die evangelische Gemeinde etwa ein Drittel der Einwohner.
Neben den beiden christlichen Gemeinden gab es in Weisenau früher eine starke jüdische Gemeinde, deren meiste Mitglieder inzwischen nach Mainz abgewandert sind. Von hier stammt der bekannte Rabbiner Isaak Bernays. Die Synagoge Weisenau in der Wormser Straße wurde am 27. Mai 1996 durch Rabbiner Leo Trepp neu eingeweiht, wird aber ansonsten nicht mehr rituell genutzt.
In der Mönchstraße wurde der Königssaal der Zeugen Jehovas errichtet, die dort besonders für ausländische Anhänger regelmäßig Gottesdienste anbietet.
Die Neuapostolische Gemeinde hatte bis vor wenige Jahre einen Versammlungsraum in der Elisabethenstraße.
In der Weberstraße hat die evangelisch-freikirchliche Gemeinde Christliches Zentrum DER FELS Mainz (im Bund Freikirchlicher Pfingstgemeinden (BFP)) ihr Gemeindezentrum.

## Großberg-Siedlung

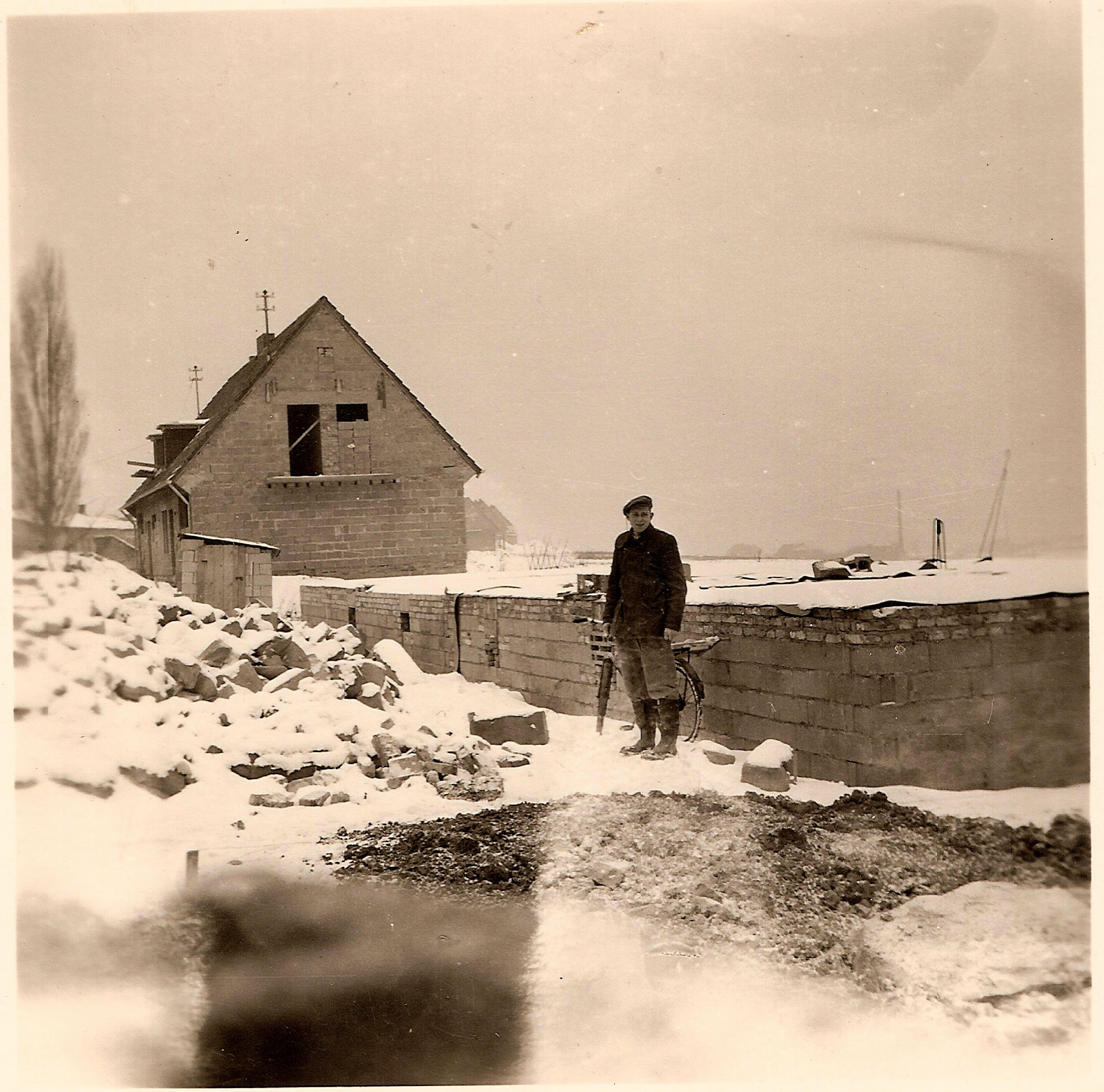
Entstehung der Doppelhaushälften am nördlichen Rand der Großbergsiedlung Ende der 50er Jahre

Die Großbergsiedlung wurde am südlichen Rand von Weisenau am 6. Juli 1932 als Reichsheimstätte gegründet.
Mitte der 1920er bis Ende der 1930er Jahre herrschte große Arbeitslosigkeit und zur gleichen Zeit ebenfalls große Wohnungsnot.
Im Mainzer Stadtrat wurde verhandelt, wie man der Wohnungsnot entgegentreten könne. Man kam schließlich zu dem Entschluss, auf dem Gelände Am Großberg eine Kleinsiedlung zu erbauen. Die Deutsche Bau- und Bodenbank war der Geldgeber für die Siedlung Am Großberg. Nach Bekanntgabe in der Presse meldeten sich 60 Interessenten, die bald danach mit der Arbeit beginnen konnten.
Mitte Juli 1932 wurden die Bewerber zur Baustelle bestellt und jeder Einzelne zur Arbeit eingeteilt. Einige Siedler wurden nach Mainz geschickt, um zur Beschaffung von Baumaterial Heeresbauten abzureißen.
Da keine Zufahrtswege vorhanden waren, hatten es die Siedler schwer, Baumaterial herbeizuschaffen. An der höchsten Stelle der geplanten Siedlung, an der alten Hechtsheimer Straße, wurde ein Stück Land gepachtet, wo das Baumaterial gelagert wurde.
Von da aus wurde dasselbe mit Rollwagen zur Baustelle befördert. Rollwagen und Schienen mussten bei einer Ziegelei geliehen werden.
Da alle Siedler Unterstützungsempfänger waren, erklärte sich der damalige Stadtrat bereit, unentgeltlich ein warmes Mittagessen aus der Volksküche von Mainz kommen zu lassen.
Alle Arbeiten an der Baustelle wurden ohne Baumaschinen ausgeführt.
Bis Ende 1933 waren die Häuser an der Hechtsheimer Höhe bezugsfertig. Die Häuser wurden dann nach Nummern verlost. Die Stadt Mainz stellte einen LKW für den Umzug zur Verfügung. Im Jahre 1934 wurden dann die fertigen Häuser am Großberg den Siedlern vermietet.
Im Zweiten Weltkrieg wurde die Siedlung schwer getroffen. Fast jedes Haus wurde beschädigt. Einige Siedler mussten ganz neu aufbauen, andere hatten großen Sachschaden in und an den Häusern zu reparieren. Den Siedlern fiel es schwer, Bezugsscheine für Material genehmigt zu bekommen. Der damalige Ortsvorsteher Max Hufschmidt und sein Ortsbeiratsmitglied Alexander Diehl setzen sich in großzügiger Weise für die Siedler ein.
Am 20. Mai 1953 erfolgte dann die Eigentumsüberschreibung durch den Amtmann Georg Schöffel und den Notar Stofft, beide aus Mainz, an die Siedler.

## Entwicklung des Namens
Die wahrscheinlich älteste Nennung (in lateinischer Form) taucht auf in zwei Weihesteinen, die heute im Landesmuseum Mainz aufbewahrt werden. Die Inschrift des ersten Steines (CIL 13, 06722) erwähnt VICI NOVI, genauso die zweite Inschrift (CIL 13, 06776). Dieses VICI NOVI ist wahrscheinlich die lateinische Vorform von WIZENOWE.
Erst Ende des 12. Jahrhunderts tauchen Urkunden auf, die Wizenowe schriftlich erwähnen. Im Laufe der Jahrhunderte änderte sich der Name von Wizenowe (1190) über Wiisenauwia (1250), Wisenau (1260), Wizenouwe (1281) und Wiszenowa (1300), Wizenauwe (1360), und weitere Formen wie Wizenawe, Wizenhaue, Wizenauwe, Wysinawe, Wysßenauwe, zuletzt Weissenau zum heute üblichen Weisenau.

## Vereine
- 1. Modellbauclub Mainz

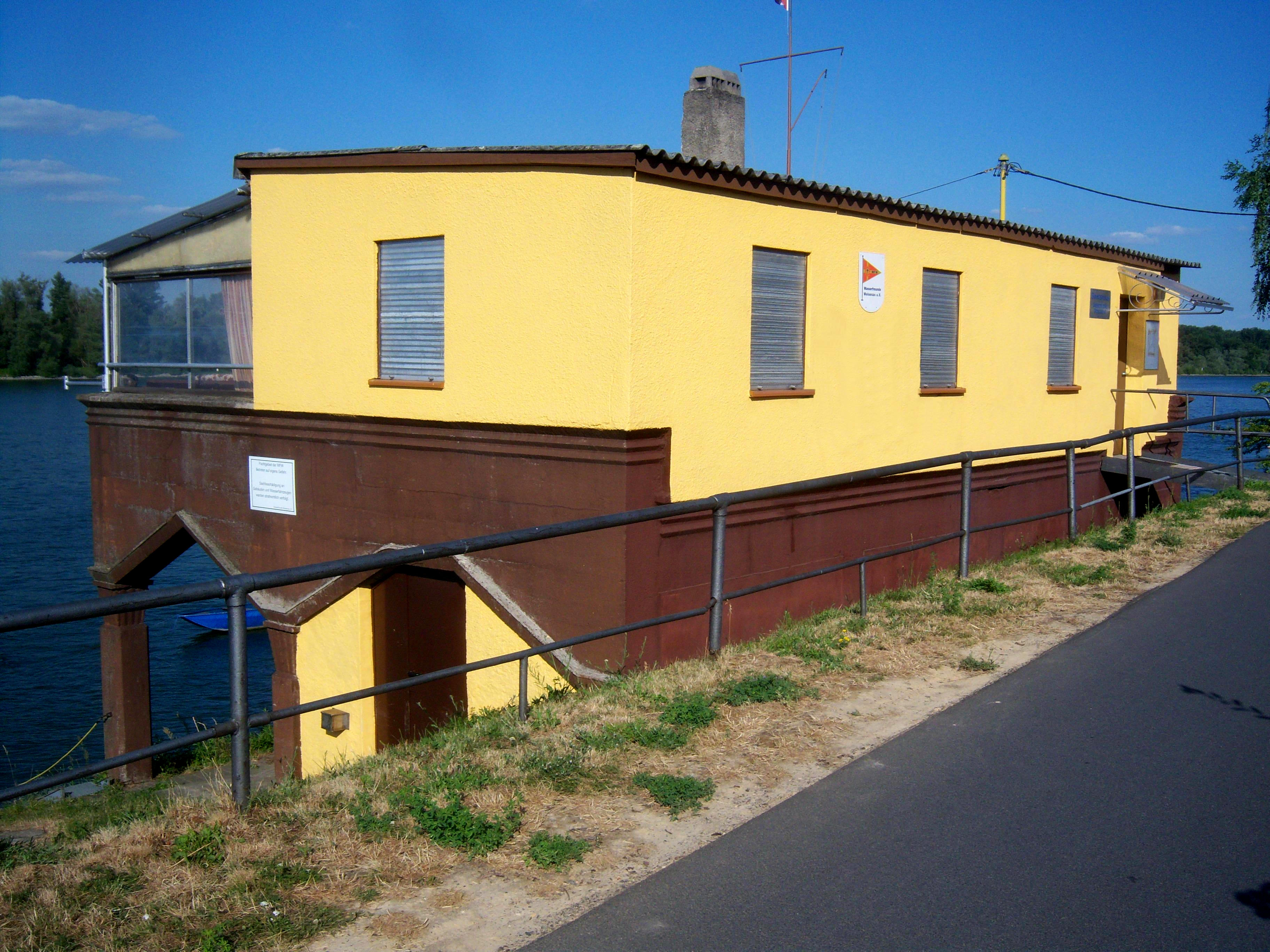
Vereinsheim der Wasserfreunde Weisenau in der Wormser Straße am Rhein

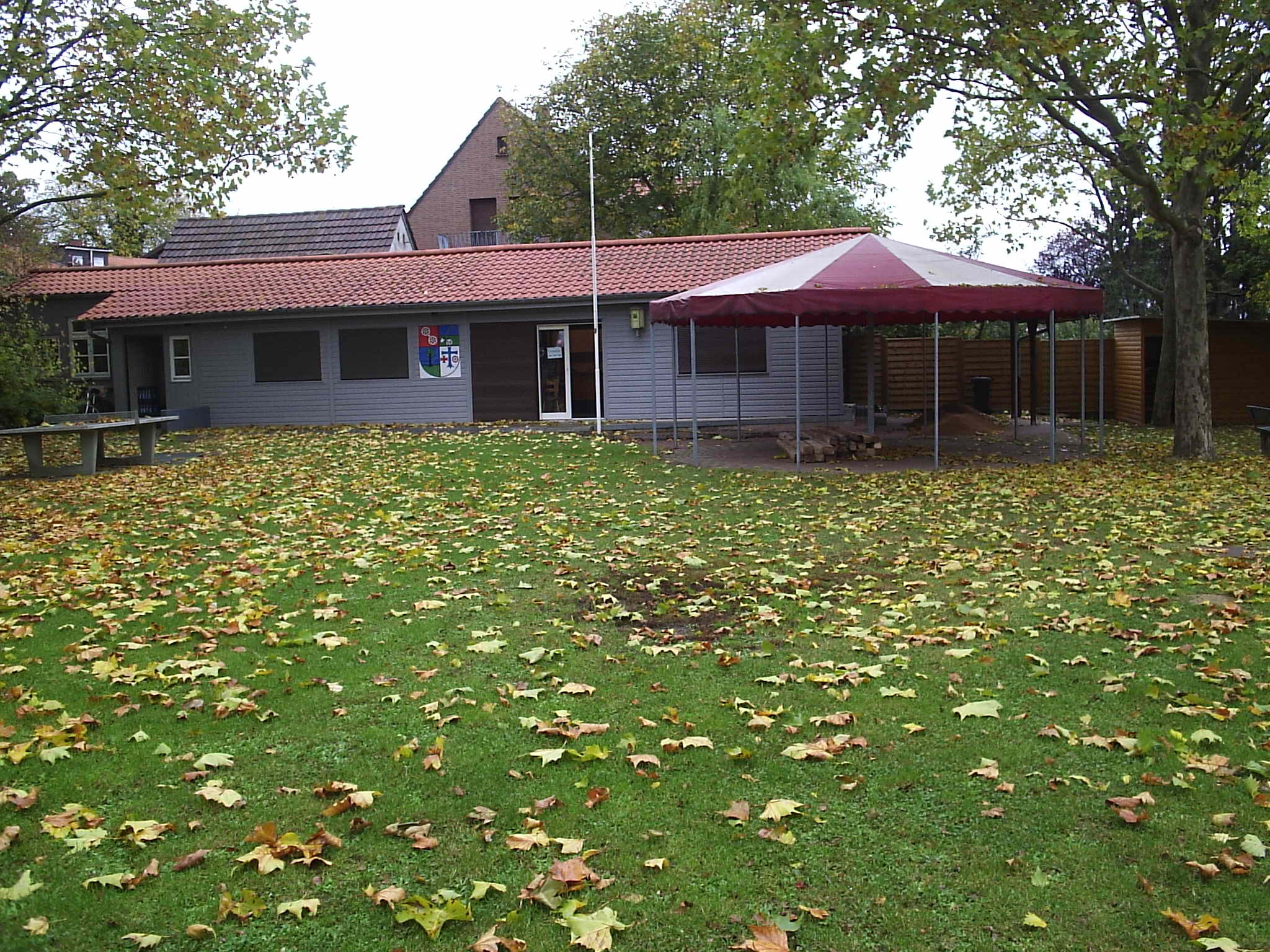
Vereinsheim der Siedlergemeinschaft Am Großberg

- Athleten-Club 1904/20 Mainz-Weisenau
- Carneval Club Weisenau „Burggrafengarde“
- Freiwillige Feuerwehr Weisenau
- Verein zur „Erhaltung historischer Löschfahrzeuge“ Mainz e. V.
- Gesangverein „Einigkeit“
- Gesangverein „Liedertafel“
- Geschichts- und Brauchtumsverein
- Handball-Verein Mainz-Weisenau
- Radfahrerverein „Wanderlust“
- Siedlergemeinschaft Am Großberg
- Schifferverein
- SV Weisenau: Fußball
- Turnverein 1846 Mainz-Weisenau
- Volks- und Gebirgstrachtenverein Edelweiss Mainz-Weisenau
- Wasserfreunde Weisenau
- Weisenauer Ruderverein 1913

## Verkehr

### Straßenverkehr
Weisenau ist über die A 60 (AS Laubenheim, Weisenau und zukünftig Hechtsheim Ost) zu erreichen. Von der Innenstadt ist der Stadtteil über die Wormser Straße, die Göttelmannstraße, die Hechtsheimer Straße und den Heiligkreuzweg erreichbar. Zudem verkehren in Weisenau mehrere Buslinien der Mainzer Mobilität in Richtung Innenstadt (Details siehe Infobox). Je nach Linie ist das Stadtzentrum in 15–25 Minuten erreichbar.
Mit dem Auto sind es etwa 15–20 Minuten zur Hechtsheimer Messe, 5–10 Minuten zur Mainzer Innenstadt und 30 Minuten zum Frankfurter Flughafen.

### Schienenverkehr
Weisenau besaß mit dem Bahnhof Weisenau seit 1853 einen Haltepunkt an der Bahnstrecke Mainz–Ludwigshafen. 1899 wurde hier elektrischer, automatischer Streckenblock installiert, 1900 erhielt er zwei Weichen- und Signalstellwerke. Zum 1. Januar 1931 erhielt er die Bezeichnung Mainz-Weisenau. Der Haltepunkt wurde um 1995 aufgelassen und das Empfangsgebäude abgerissen. Heute existieren nur noch Reste des ehemaligen Bahnsteiges. Der Güterbahnhof Mainz-Weisenau, 1,6 km südlich gelegen, ist weiterhin in Betrieb.
Heute sind die nächsten Bahnhöfe für den Personenverkehr in nördlicher Richtung der Bahnhof Mainz Römisches Theater und in südlicher Richtung der Haltepunkt in Mainz-Laubenheim.

## Bauwerke

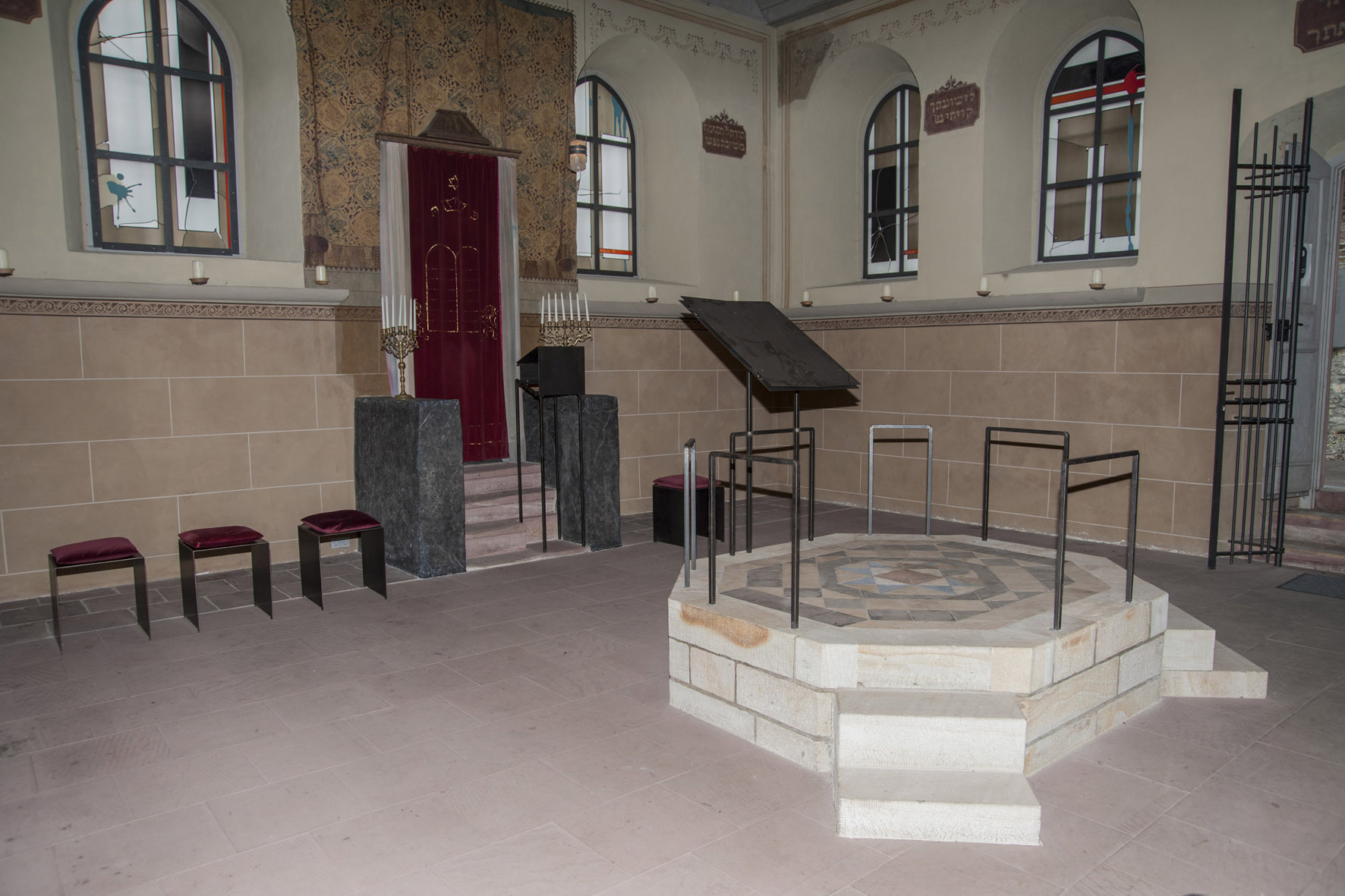
Weisenauer Synagoge

- Evangelische Kirche (Hopfengartenstraße, Ecke August-Herber-Straße) seit 1896
- Kapelle am Neuen Friedhof (Heiligkreuzweg, Ecke Portlandstraße)
- Katholische Kirche
- Weisenauer Synagoge
- Stift St. Viktor vor Mainz von etwa 1000 bis 1552 (Zerstörung durch Alkibiades)
- Wormser Straße 15 (Bau aus dem 17. und 18. Jahrhundert)
- Ehrenmal auf dem alten Friedhof (1926 eingeweiht)
- Hotel Quartier 65, war auf der exklusiven Liste der 100 besten Design-Hotels Europas[18]
- Zylindrische Wasserspielanlage, Altenwohnheim Weisenau Laubenheimer Straße/Paul Gerhardt-Weg; Karl-Christian Heuser, Aufstellung im Mai 1977

## Bedeutende Weisenauer oder solche, die in Weisenau gewirkt haben

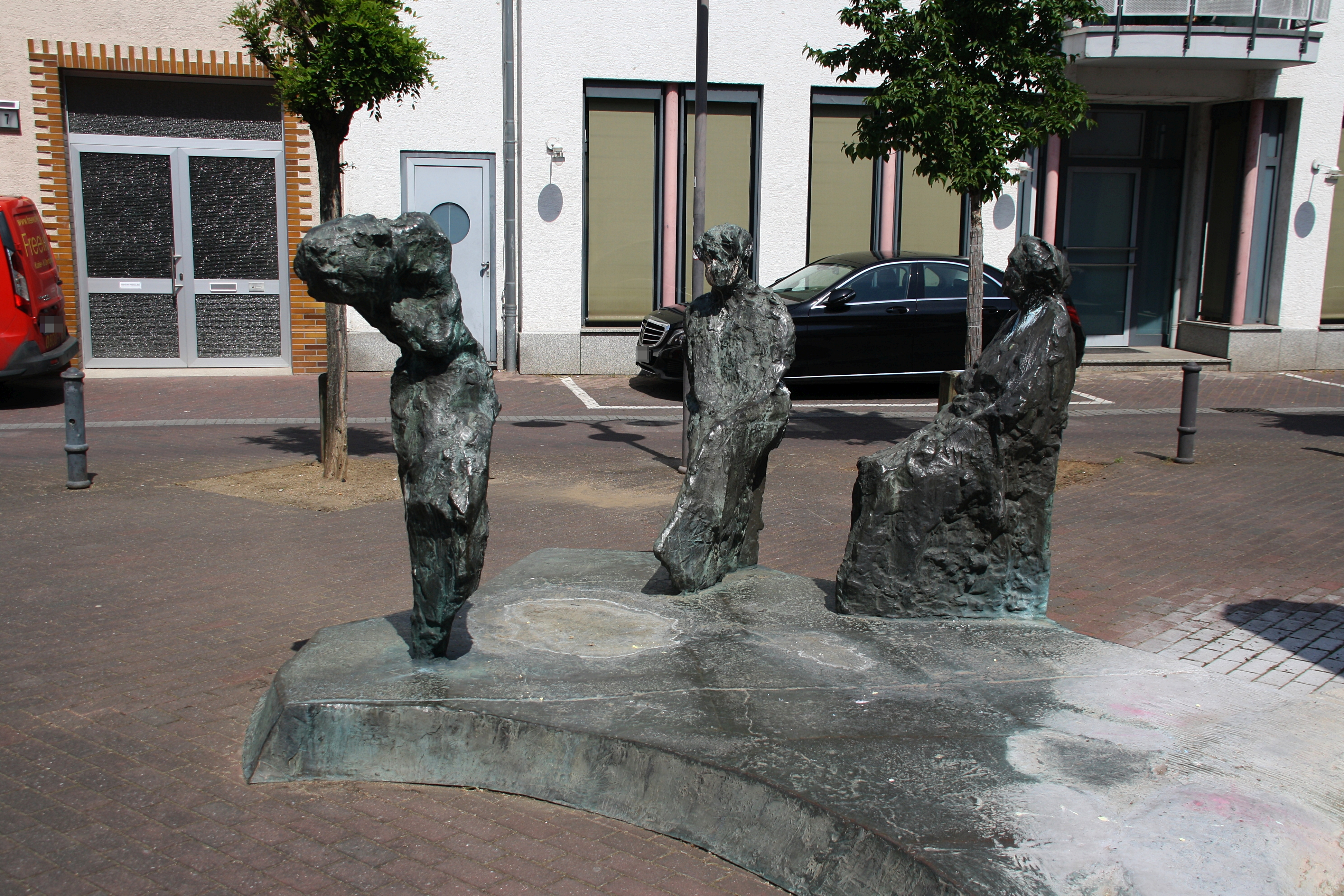
Skulpturengruppe von Karlheinz Oswald am Tanzplatz

- Peter Lautzas (* 1941), Historiker und Geschichtsdidaktiker
- Alois Plum (1935–2024), Glaskünstler im kirchlichen Umfeld
- Heinrich Rohr (1902–1997), katholischer Kirchenmusiker und Komponist
- Karl Külb (1870–1943), Mainzer Oberbürgermeister
- Johann Labonté (1866–1945), in der Schweiz wirkender Architekt, der als wichtigster Vertreter des Jugendstils im St. Galler Rheintal gilt
- Arnold von Jungenfeld (1810–1893), hessischer Richter und Abgeordneter
- Karl Klein (1806–1870), Mainzer Geschichtsforscher und Lokalschriftsteller
- Isaak Bernays (1792–1849), Rabbiner, gilt als einer der Vorreiter einer modernen jüdischen Orthodoxie
- Franz Gedult von Jungenfeld (1778–1840), der erste Bürgermeister von Mainz nach der französischen Besetzung unter Napoleon I.